# أولاد خيرون (زومي)
أولاد خيرون هي إحدى مشيخات المملكة المغربية، تتبع جغرافيا لإقليم وزان وإداريًا لزومي. يقدر عدد سكانها بـ 8700 نسمة حسب الإحصاء الرسمي للسكان والسكنى لسنة 2004.